# Мологский Покровский монастырь
Покро́вский же́нский монасты́рь — женский монастырь в Некоузском районе Ярославской области.

## История

### Основание и расцвет
История монастыря начинается с 1883 года.
Владелица имения села Быково Елисавета Ермолинская подала письменное прошение Архиепископу Ярославскому и Ростовскому Ионафану — для того, чтобы в своей усадьбе на 175 десятин создать женскую общину.
25 декабря 1885 года Святейший синод утвердил Покровскую общину.
В 1892 году Покровскую женскую общину преобразовали в Мологский Покровский женский монастырь.
18 марта 1886 года Указом Ярославской Духовной Консистории в монастырь была назначена монахиня Ярославского Казанского женского монастыря Сергия (Фёдорова).
В 1893 в монастыре жили 93, в 1927 году, когда монастырь закрыли — 200 насельниц.
В 1895 году в Рыбинске создано подворье, имеющее каменную часовню; в 1919 году его конфисковали вместе с имуществом.

### Советское время
В 1927 году, после закрытия монастыря, на её территории разместили сельскохозяйственное училище, а также мастерские. В храме преподобного Сергия Радонежского разместили клуб.
В храме Покрова Пресвятой Богородицы полностью снесли алтарь и разместили тракторную мастерскую. Из монастырского кладбища сделали стадион.
В 1940 году, после сооружения Рыбинской ГЭС и водохранилища, город Молога затопили вместе с храмами и монастырями (в их числе был и знаменитый Леушинский монастырь); жителей затопленных территорий переселили в другое место.
Именно Покровский женский монастырь единственный остался незатопленным.

### Современное состояние
В 1996 году монастырь передали Ярославской епархии.
Также при монастыре имеются две церкви:
- во имя Покрова Пресвятой Богородицы — каменная, имеющая один престол, была построена в 1889 году. В настоящее время имеет состояние полуразрушенной;
- домовая церковь в честь преподобного Сергия Радонежского. Находится внутри 3-х этажного каменного корпуса. В корпусе вышла из строя система отопления; поэтому богослужения в нём были невозможны[3].

### Адрес
Россия, 152730, Ярославская область, Некоузский район, село Быково.